# Gortoz a ran

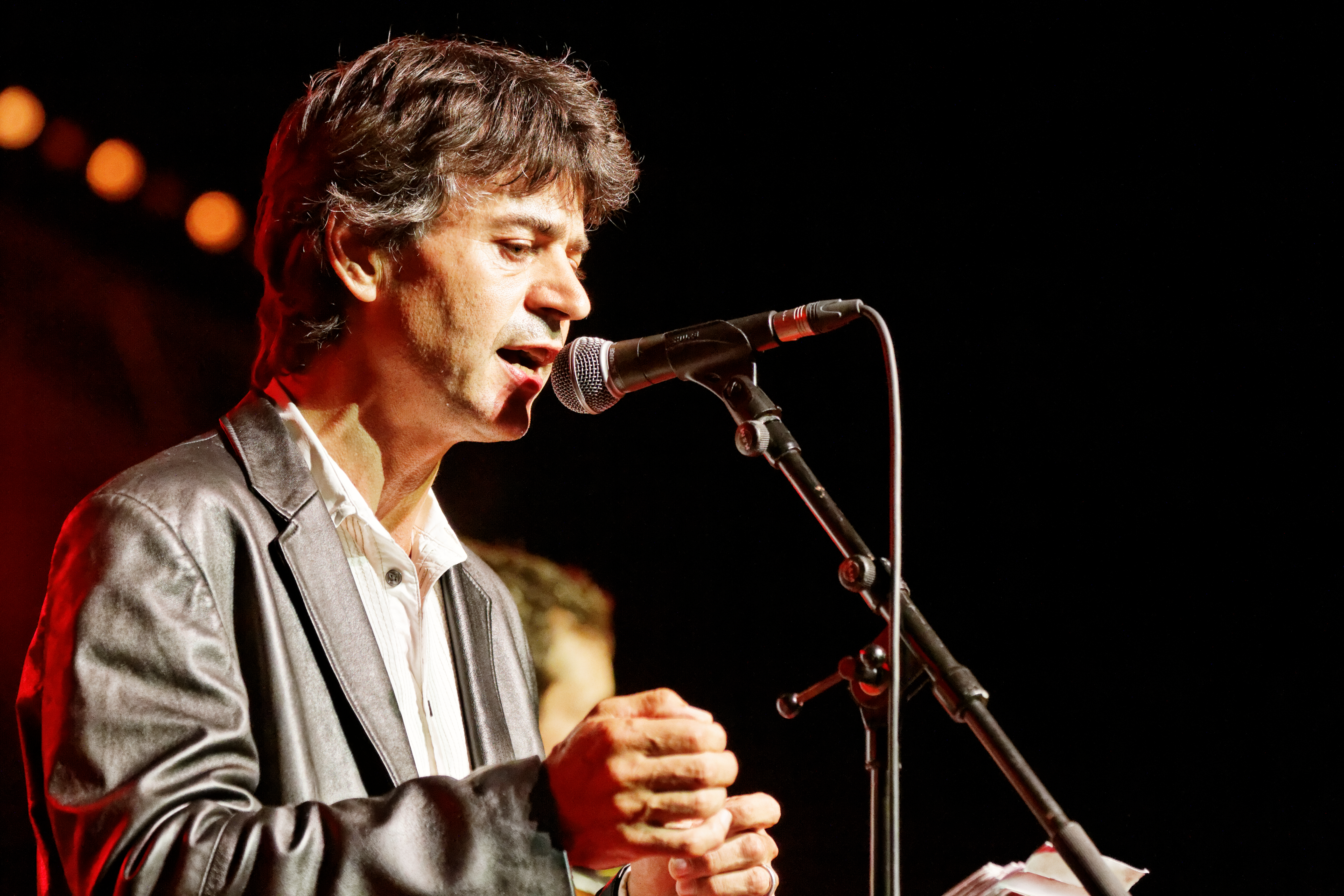
Denez Prigent sur scène en 2014

Gortoz a ran (« J'attends ») est un chant poétique écrit et interprété par le chanteur breton Denez Prigent, issu de son troisième album studio Irvi, paru en 2000. Sorti en single, le chant en breton, enregistré en duo avec Lisa Gerrard, séduit un large public. En 2001, Gortoz a Ran est intégrée dans la bande originale du film américain La Chute du faucon noir de Ridley Scott, en 2012 dans le film Les Seigneurs d'Olivier Dahan, en 2016 dans la série américaine South Park et en 2020 dans la série américaine Hawaï 5.0.

## Composition
En 1999, Denez écrit et enregistre Gortoz a ran, un chant poétique plus proche de la littérature écrite qu'orale ; par ce fait ce n'est pas une gwerz comme on pourrait le croire (la gwerz impliquant un narrateur et des dialogues entre protagonistes de l'histoire). Ce chant assez sombre et mélancolique, aux allures de blues, ouvre et conclut l'album Irvi (nom breton des chemins submergés à marée haute qui relient une île à la terre). Cet album, inspiré par la mer notamment, est enregistré près de la côte de granit rose, à Plestin-les-Grèves. Un an après sa sortie et sa nomination aux Victoires de la musique, Irvi est certifié disque d'argent. 
Les paroles de Gortoz a ran évoquent un « cœur blessé » situé « dans l'ombre sombre des tours de pluie », dans l'attente d'être porté par le vent glaz des embruns. Il s'agit de la perception d'une personne sur son destin, dans l'attente d'une certaine rédemption, emporté par le courant, « entre la mer et les étoiles ». Cette personne tourmentée rêve d'une autre vie, de s'évader du monde dans lequel elle vit, par le chemin d'écumes d'un « sombre tourbillon métaphysique [...] Mais le visionnaire est modeste et l'artiste humble : animé par un souffle extraordinaire, il attend de se laisser souffler à son tour par quelque haleine à la nature céleste », selon l'analyse du magazine Les Inrockuptibles.
Denez Prigent décrit cet « état oppressant, avant la délivrance » alors qu'il habite en ville, à Rennes, depuis une dizaine d'années. En 2002, il décide de retourner aux sources, au calme de la campagne, en habitant une vieille maison en pierre à Lanvellec.
Des passages sont interprétés par Lisa Gerrard, chanteuse australienne du groupe anglais Dead Can Dance ; travaillant par improvisations sur les sonorités, elle invente sa propre langue. Le sonneur de uilleann pipes Davy Spillane apporte sa touche d'émotion par son approche du bourdon, du souffle ou du vibrato de sa cornemuse irlandaise ainsi qu'en jouant de la flûte irlandaise low whistle : « le contre-chant poignant de Lisa Gerrard et les uileann pipes chagrines de Davy Spillane apportent une qualité douloureuse et surnaturelle » (Les Inrocks). Dans l'esprit spirituel et solennel de la gwerz, chant a capella, le pianiste Jean-Marc Illien accompagne le chant monodique de Denez par des nappes de claviers.

## La Chute du faucon noir: film et clip
En 2001, Gortoz a ran devient le thème principal de la bande originale du film américain La Chute du faucon noir (Black Hawk Down en anglais) de Ridley Scott. Cette destinée est rendue possible grâce à Lisa Gerrard qui la présente au compositeur de musique de film Hans Zimmer (Rain Man, Pirates des Caraïbes), avec qui l'artiste internationale avait déjà collaboré notamment sur Gladiator. Scott fait à nouveau appel à Zimmer pour ce nouveau film. Lisa Gerrard leur fait écouter le morceau, qui les séduit pour leur nouvelle production hollywoodienne.
La complainte apparaît à deux reprises, au début et à la fin du film, en générique final. Elle apporte une sérénité, un espoir de paix dans une histoire qui dénonce la guerre et remet en question le statut du héros américain : « C'est un film très violent, qui montre la guerre. Ce n'est pas du virtuel. Avec son côté cantique, Gortoz a ran y est une note d'espoir » selon Denez. 
En 2002, pour réaliser le clip de la chanson, Ridley Scott cède quelques scènes extraites du film. Pour tourner son clip, Denez se rend à Melbourne en Australie, où habite Lisa Gerrard. Ils chantent tous les deux dans un univers industriel avec en arrière-plan des images extraites du film. En mars 2002, le clip est présent dans l'édition limitée de l'album Live holl a-gevret! et est notamment diffusé sur TV Breizh. Diffusé sur YouTube, le clip est présent sur la plateforme dès 2006 avec une vidéo qui dépasse le million de vues en 2016 et un montage du film approche les 20 millions de vues,.

## Éditions
- Denez Prigent : Irvi (CD Barclay 2000)

1. Gortoz a ran – 5:51
11. Gortoz a ran (Elegia remix) – 4:39
- Denez Prigent : Single Gortoz a ran (CD Barclay 2000)
- Hans Zimmer : Black Hawk Down: Original Motion Picture Soundtrack (CD Decca 2002)

11. Gortoz a ran –  5:51
- Denez Prigent : Live holl a-gevret! (live Barclay 2002)

13. Gortoz a ran –  5:51
Bonus. Clip vidéo Gortoz a ran
- Denez : Best-of (Barclay 2011)

1. Gortoz a ran – 5:51
- Denez : A-unvan gant ar stered (live Coop Breizh 2016)

10. Gortoz a ran (acoustique) – 3:27

## Utilisations et reprises
Gortoz a ran est un chant devenu incontournable parmi le répertoire du chanteur. Il l'interprète sur scène dans de nombreux pays, lors de tournées en Europe, dans les pays de l'Est jusqu'en Chine.
En 2011, la chanson est reprise intégralement par la chanteuse soprano australienne Greta Bradman sur son album Grace (Sony Music) en 2011.
Le réalisateur Olivier Dahan inclut la chanson dans son film Les Seigneurs sorti au cinéma en 2012. En 2015, l'animateur Guillaume Pley l'utilise en fond sonore de ses dédicaces sur la radio NRJ. Un extrait de deux minutes est intégré à la fin du 2e épisode de la saison 20 de la série South Park (épisode 2002 I can't fix you), diffusé le 21 septembre 2016 sur la chaîne américaine Comedy Central. La musique intensifie la gravité de la situation sociale que vivent les enfants, l'épisode Skank Hunt soulignant l'impact qu'Internet a dans leur vie. En 2016, la chanson de Denez est à nouveau en musique de film, dans la série-documentaire canadienne en trois épisodes Nature Adventure.
Elle est reprise en 2019 dans la série Hawaii 5-0, saison 10 épisode 7 (lorsque le Commandant Steve McGarett  perd sa mère Doris), et en 2020 dans la série française Balthazar. 
Elle est en outre souvent utilisée dans de nombreux reportages internationaux tels :
- Lancastria, histoire d'un naufrage confidentiel, documentaire - Atlantic Télévision en 2004
- Beyond the Classroom, film éducatif sur les bienfaits d'une alimentation équilibrée destinée aux enfants de l'Afrique du Sud (Kasigo TV, diffusion Afrique du Sud, Namibie, Botswana, Swaziland et Leso) en 2005
- The colonization of Congo documentaire historique - Final Cut Production (Danemark) en 2005
- Maquilas, court-métrage sur les conditions de vie dans les usines de textile des pays du tiers-monde dont les acteurs sont des enfants de 12 ans, Ies Son Pacs en 2006
- Série-documentaire canadienne en trois épisodes Nature Adventure en 2016.